# Ptilotus exaltatus
Ptilotus exaltus is een plantensoort van het geslacht Ptilotus in de Amarantenfamilie (Amaranthaceae). In een goed seizoen kan deze plant tot 1,5 meter hoog groeien, maar in slechtere jaren slechts enkele centimeters hoog. Er is een basale rozet van spatelvormige-oblanceolate gladde bladeren tot 10 cm lang, de stengelbladeren zijn korter. De bloemaren zijn tot 10 cm lang en 4 cm breed met los-behaarde bloemen. De soort is wijdverspreid van de noordkust van West-Australië naar het oosten in Noordelijk Territorium, Queensland, New South Wales en Zuid-Australië.

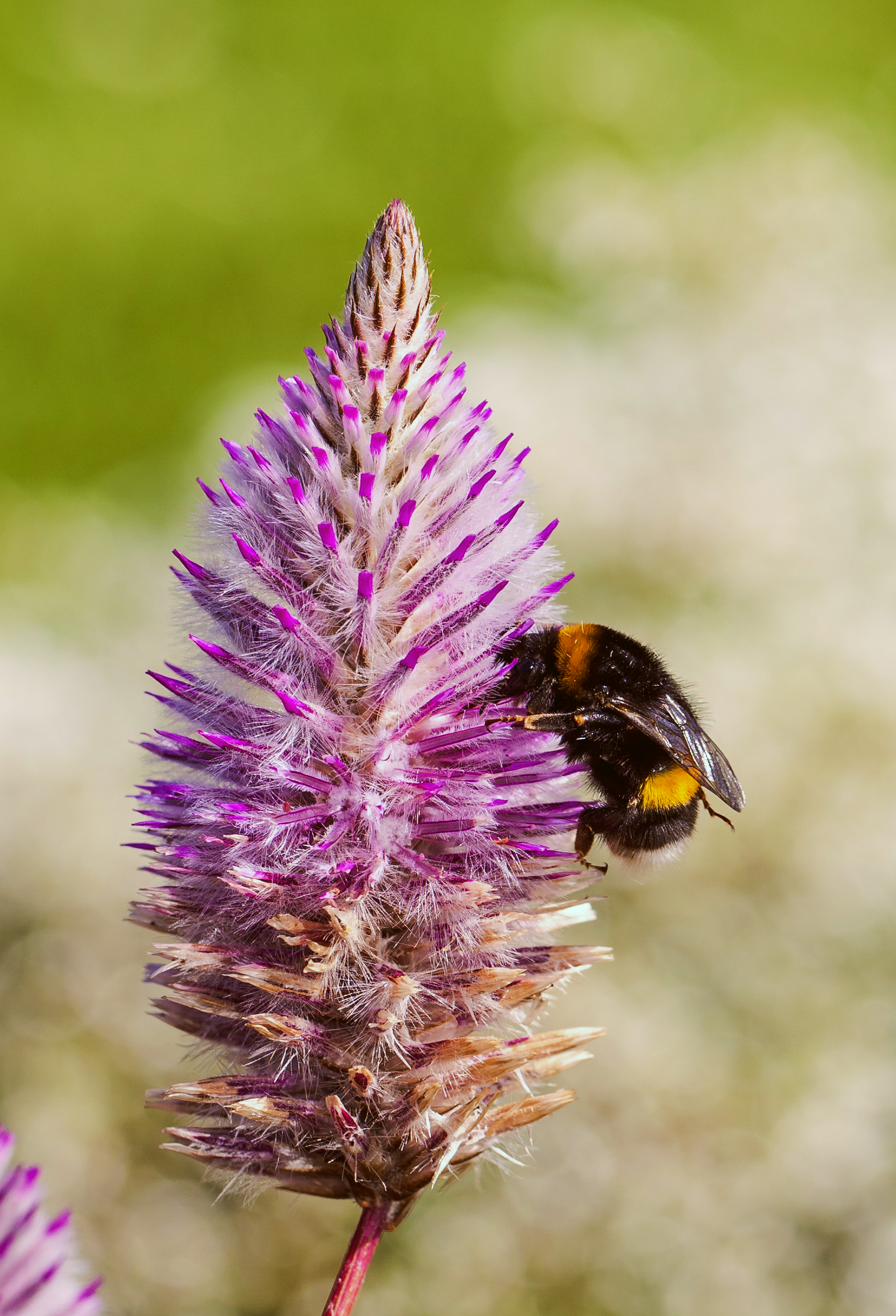
Een gewone aardhommel op een Ptilotus exaltus in de Botanische Tuin van Tallinn